# Tisamenus armadillo
Tisamenus armadillo  (Syn. Hoploclonia armadillo) ist eine auf den Philippinen endemische Gespenstschrecken-Art aus der Familie der Heteropterygidae.

## Merkmale
Die Art gilt mit 48 bis 53 bzw. 56 mm Länge im weiblichen und ca. 33 bzw. 37 mm Länge im männlichen Geschlecht als durchschnittlich großer Vertreter der Gattung Tisamenus. Beide Geschlechter zeigen je eine breite, granulöse Kante (Carina) unter den Augen, die hinten mit drei Stacheln verbunden sind. Das Pronotum der Weibchen ist hinten granuliert. Das deutlich erhöhte, gattungstypische Dreieck auf dem Mesonotum ist etwas breiter als lang und reicht knapp bis zu dessen Mitte. An den seitlichen Rändern des Metanotums befindet sich je ein großer, konischer Stachel über den Hüften. Die vorderen Segmente des Abdomens sind bis einschließlich des vierten gleich breit. Die Segmente fünf bis sieben sind hinten schmaler als vorn, während das achte bis zehnte gleich breit, aber schmaler als das siebente sind. Das achte Segment ist so lang wie das neunte. Das zehnte Segment ist länger und zeigt eine deutliche Mittelkante. Die auch als Epiprokt bezeichnete Supraanalplatte die den oberen Anteil des Ovipositors bildet, ist so lang wie das achte Segment und ab der Mitte abwärts gebogen. Der untere Anteil des Ovipositors, die Subgenitalplatte überragt die Supraanalplatte leicht. Er ist spitz und zeigt besonders im hinteren Teil eine deutliche Kante. Die Männchen zeigen grundsätzlich dieselben Merkmale wie die Weibchen, sind aber kleiner und nicht so kompakt.
Die braunen Eier sind 3,3 mm lang, 2,3 mm breit und 2,8 mm hoch. Die Mikropylarplatte bildet annähernd ein gleichschenkliges Dreieck, in dessen unterer Seitenlinie sich mittig die Mikropyle befindet. Der Deckel (Operculum) ist flach und fast kreisrund.(Siehe auch Bau von Phasmideneiern)

## Systematik
Joseph Redtenbacher beschrieb die Art 1906 als Tisamenus armadillo anhand eines Weibchens aus dem Dresdener Museum (heute Museum für Tierkunde Dresden). Der gewählte Artname „armadillo“ bedeutet im Englischen Gürteltier. James Abram Garfield Rehn und sein Sohn John William Holman Rehn überstellten die Art 1939 zusammen mit allen anderen bis dahin beschriebenen Arten der Gattung, als Hoploclonia armadillo in die Gattung Hoploclonia. Gleichzeitig teilten sie die Gattung nach morphologischen Aspekten in verschiedene Gruppen ein. In die sogenannte Deplanata-Gruppe, stellten sie neben Hoploclonia armadillo mit Hoploclonia deplanata (heute Tisamenus deplanatus), Hoploclonia cervicornis (heute Tisamenus cervicornis), Hoploclonia spadix (heute Tisamenus spadix), Hoploclonia tagalog (heute Tisamenus tagalog) und Hoploclonia fratercula (heute Tisamenus fratercula), relativ unbestachelte Arten, mit flacher Oberseite, die bis auf die Supracoxalstacheln an den Rändern des Thorax keine Stacheln, sondern höchstens Zähnchen zeigen. Oliver Zompro legte 2001 ein Weibchen aus dem damaligen Staatliches Museums für Tierkunde, Dresden als Lectotypus fest. Außerdem beschreibt er erstmals ein Männchen und ein aus dem Ovipositor eines Weibchens entnommenes Ei und bildet diese ab. Neben diesen erwähnt er ein weiteres dort hinterlegtes Weibchen. Zompro behält 2001 die Zuordnung der Art zu Hoploclonia bei, erwähnt diese aber bereits 2003 nicht mehr und zählt das Dresdener Typusmaterial als Tisamenus armadillo auf. Im Jahr 2004 überführte er die Art zusammen mit den übrigen philippinischen Arten der Gattung Hoploclonia wieder in die Gattung Tisamenus und beließ nur die auf Borneo vorkommenden Arten in Hoploclonia.

## Vorkommen
Während Redtenbacher 1906 als Fundort lediglich die Philippinen angibt, erwähnt Zompro 2004 zwei von ihm untersuchte Sammlungstiere aus Dresden, die von W. Schultze in Burgos in der Provinz Ilocos Norte auf der Insel Luzon gesammelt wurden.